# 麥特·美亞斯加
麥特·美亞斯加（英語：Matt Miazga，1995年7月19日—）是一名美国足球运动员，司职中后卫，现效力於美職球隊FC辛辛那提。他也是美國國家隊的成员。
2016年1月30日，美亞斯加以350萬歐元轉會切尔西。

## 外部連結
- MLS球員資料 （页面存档备份，存于）
- Soccerway profile （页面存档备份，存于）